# Paksong

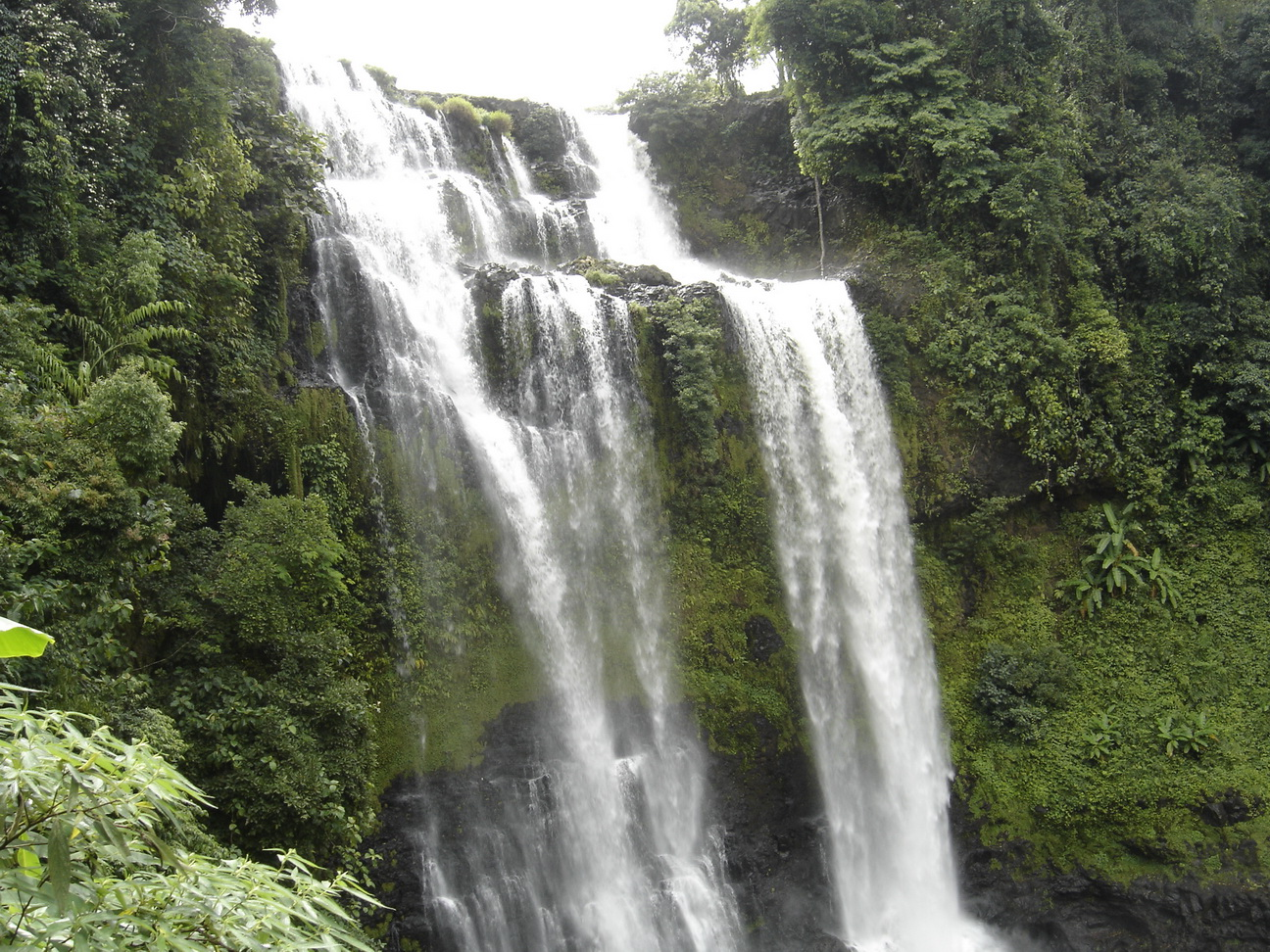
Cacheira na distrito de Paksong

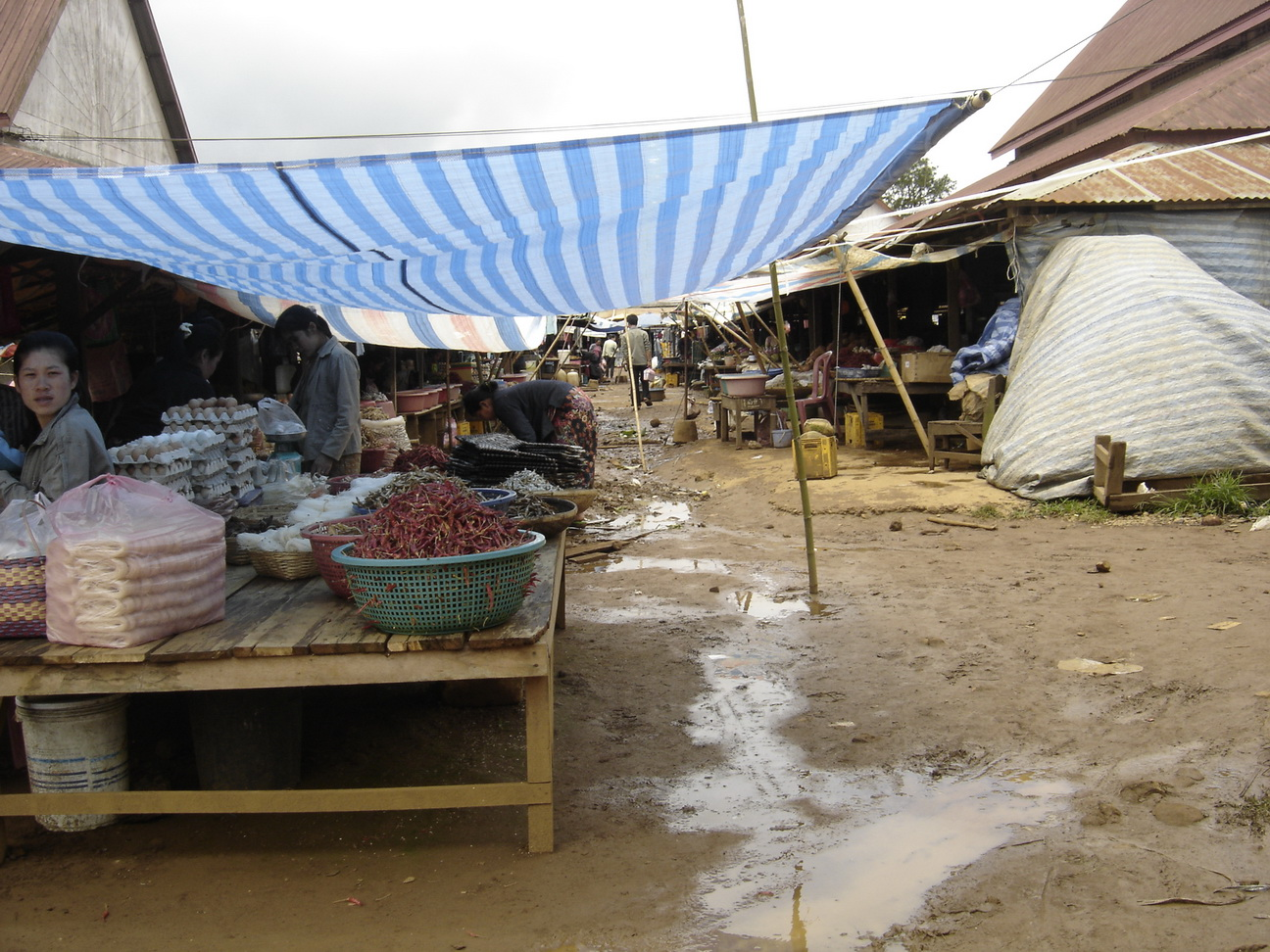
Mercado de rua em Paksong

Paksong é um distrito ( muang ) da província de Champassak no sudoeste do Laos. A capital do distrito é a cidade de Paksong, que dista apenas a 50 km de Pakxe,  capital da província de Champassak.
Paksong é a capital do café no Laos e está localizada no Planalto Bolaven a uma altitude de 1300 metros acima do nível do mar.
Por causa dos níveis de solo oscilar entre 700 e 1300 metros, há uma série de cachoeiras no distrito.